# Nanto Rokusú
A Nara buddhizmus hat iskolája, más néven Rokusú 六宗 (vagy Rokusuu /Rokusu) akadémiai buddhista szekták voltak. Ezek az iskolák Kínából és Koreából érkeztek Japánba a 6. század végén és a 7. század elején. Mind a hat iskolát az újonnan alakult japán kormány ellenőrizte Nara városában. Az iskolák a már létező ázsiai buddhista tanokat voltak hivatottak tovább vinni.
Sótoku japán régensherceg uralkodása idején további iskolákat alapítottak, valószínűleg azért, hogy a buddhista és konfucianista tanokon keresztül növeljék meg a terjeszkedni kívánó kormányzat hatalmát. Az buddhista iskolák terjedésének időszakát Nara buddhista kornak nevezik. Mivel a vallási terjeszkedésben szerepet játszott a kormány, így hatalmas templomok, szobrok és festmények készültek, amelyek közül a legismertebbek Nara hét nagy déli temploma. A szekták többsége igyekezett, hogy a császári család és a hivatalnokok legfőbb buddhista iskolájává váljon. Az iskolák témája legtöbbször a tudattal és a létezéssel kapcsolatos haladó szintű, bonyolult és már-már rejtélyes indiai filozófiák voltak. Előfordultak olyan iskolák is, amelyeket a hagyományos buddhista kolostorok működési szándékával alapítottak. Idővel az iskolák hatalma olyannyira megerősödött, hogy Nara városán túlra is elért már a hatásuk. Ennek hatására Kammu császár áthelyezte a fővárost Heiankjó (a mai Kiotó) városába. Ekkor alapította meg Szaicsó a tendai iskolát, valamint Kúkai a Singon iskolát.
Mind a hat iskola képviselte Gautama Buddha eredeti tanításait az emberi szenvedésről, az ok-okozat törvényéről és a szenvedés megszüntetéséhez vezető ösvényről. Nézőpontjuk azonban különbözött a jelenségek egymástól való függését illetően, a legvégső megvilágosodás (nirvána) értelmezésén, az éntelenségen (anatta) és a középút tanaiban. Ezek az iskolák fektették le a Tiszta Föld buddhizmus alapjait és a japán különlegességnek számító Amida Buddha képét.

## A hat iskola (六宗)
1. Hosszō 法相宗 (mahájána) - más néven Vidzsnanaváda, jógácsára vagy "csak-tudat". Ez a szekta a tudatosságot és a tudatot edzette.[1][4][5]
2. Dzsódzsicu 成実宗 (théraváda) - A Szatjasziddhi iskolát Japánban dzsódzsicu-sú-ként (成實宗) nevezik. Ezt a Bahusrutíja iskola al-szektájának tartják, amely az indiai buddhizmus nikája iskolái közé sorolják (lásd korai buddhista iskolák). Arról különböztették meg őket, hogy elutasították az Abhidharmát, hogy az nem tartozik "Buddha szavai" közé (Buddha-vacsana). A név szó szerinti jelentése "szútrákkal végződik", amely a Tipitaka hagyományos sorrendjére utal (vinaja, szútra, abhidharma).[1][4][6]
3. Kegon 華厳宗 or 花嚴宗 (mahájána) - A kegon (kínai neve huajen (華厳) iskolát Tusun (杜順, japán. Dodzsun) szerzetes alapította Kínában 600 körül. Japánban Bódhiszéna indiai tudós és szerzetes vezette be ezt az iskolát 136 évvel később, amelynek legfontosabb szövege az Avatamszaka-szútra (Kegon-kjó 華厳経). Ehhez készült a Sin'jaku Kegonkjó Ongi Siki című szövegmagyarázat.[1][4][7]
4. Kusa 倶舎宗 (théraváda) - A kusa iskola a Nara-korban (710–784) jutott el Japánba Kínából. Nevét az Abidacuma-kusa-ron (szanszkrit: Abhidharma-kósa) című 5. századi műről kapta, amelyet az indiai filozófus Vaszubandhu írt. A buddhizmusnak ez az iskoláját a korai indiai buddhizmus egyik iskolája, a szarvásztiváda iskola al-szektájának tartják.[1][4][8]
5. Ricu vagy Rissú 律宗 (théraváda és mahájána) - Ezt az iskolát Gandzsin vezette be Japánban 753-ban. Az eredeti kínai iskolát Taohszüan (道宣, japán. Doszen) alapította 650 környékén. A ricu iskola különlegessége a vinaja (a szerzesetesek számára írt magaviseleti szabályok, amelyet a Tripitaka tartalmaz). A vinajának a dharmagupta verzióját használják, amelynek japán elnevezése Sibunricu (四分律).[1][9]
6. Szanron 三論宗 (mahájána)- Ez az iskola a 7. században jutott el Japánba. Nevének szó szerinti jelentése Három-beszéd iskola. A szanron egy madhjamika iskola, amely Kínában alakult ki Nágárdzsuna két beszéde és Árjadéva egy beszéde alapján. A madhjamaka a két legfontosabb mahájána filozófia egyike.[1][4][10]

## Nara hét nagy déli temploma (Nanto Sicsidaidzsi - 南都七大寺)
- Daiandzsi (大安寺)
- Gangódzsi (元興寺)
- Hórjúdzsi (法隆寺) (a mai Nara mellett)
- Kófukudzsi (興福寺)
- Szaidaidzsi (西大寺)
- Tódaidzsi (東大寺)
- Jakusidzsi (薬師寺)